# Petar Novák
Petr Petar Novák (ur. 24 sierpnia 1962 w Varnsdorfie) – czechosłowacki piłkarz, grający na pozycji napastnika.

## Kariera piłkarska
Novák urodził się w Varnsdorfie i swoją przygodę z piłką rozpoczynał w lokalnym FK Varnsdorf. W wieku 17 lat, w 1979, dołączył do Sklo Union Teplice. Przez 2 lata na poziomie drugiej ligi, zapracował na transfer do Bohemians Praga. Wraz z Bohemiansem sięgnął po mistrzostwo Czechosłowacji w sezonie 1982/83. Dotarł także do finału Pucharu Czechosłowacji w sezonie 1981/82.
Połowę sezonu 1982/83 spędził na wypożyczeniu w Sklo Union Teplice. Od 1984 występował w Sparcie Praga. Był to najlepszy czas w jego piłkarskiej karierze. Jako zawodnik Železná Sparta pięć razy zdobywał mistrzostwo Czechosłowacji w sezonach 1984/85, 1986/87, 1987/88, 1988/89 i 1989/90. Dwukrotnie zdobywał także Puchar Czechosłowacji w sezonach 1987/88, 1988/89.
Novák w barwach Sparty został królem strzelców Pucharu Europy w sezonie 1987/88, zdobywając 4 bramki. Tyle samo bramek mieli także Rui Águas, Jean-Marc Ferreri, Gheorghe Hagi, Rabah Madjer, Ally McCoist i Míchel. Łącznie przez 6 lat gry w Sparcie wystąpił w 87 spotkaniach, w których zdobył 33 bramki.
Karierę piłkarską zakończył w 1991 po półtorarocznym pobycie w greckim Iraklisie.
| Sezon   | Klub               | Kraj           | Rozgrywki                     | Mecze | Bramki |
| ------- | ------------------ | -------------- | ----------------------------- | ----- | ------ |
| 1979/80 | Sklo Union Teplice | Czechosłowacja | 2. Liga                       |       |        |
| 1980/81 | Sklo Union Teplice | Czechosłowacja | 2. Liga                       |       |        |
| 1981/82 | Bohemians Praga    | Czechosłowacja | Československá futbalová liga | 4     | 0      |
| 1982/83 | Bohemians Praga    | Czechosłowacja | Československá futbalová liga | 9     | 1      |
| 1982/83 | Sklo Union Teplice | Czechosłowacja | 2. Liga                       | 10    | 5      |
| 1983/84 | Bohemians Praga    | Czechosłowacja | Československá futbalová liga | 9     | 1      |
| 1984/85 | Sparta Praga       | Czechosłowacja | Československá futbalová liga | 9     | 4      |
| 1985/86 | Sparta Praga       | Czechosłowacja | Československá futbalová liga | 23    | 15     |
| 1986/87 | Sparta Praga       | Czechosłowacja | Československá futbalová liga | 14    | 6      |
| 1987/88 | Sparta Praga       | Czechosłowacja | Československá futbalová liga | 10    | 1      |
| 1988/89 | Sparta Praga       | Czechosłowacja | Československá futbalová liga | 23    | 6      |
| 1989/90 | Sparta Praga       | Czechosłowacja | Československá futbalová liga | 8     | 1      |
| 1989/90 | Iraklis            | Grecja         | Alpha Ethniki                 | 9     | 0      |
| 1990/91 | Iraklis            | Grecja         | Alpha Ethniki                 | 4     | 0      |

## Sukcesy
Bohemians Praga
- Mistrzostwo Czechosłowacji (1): 1982/83
- Finał Pucharu Czechosłowacji (1): 1981/82

Sparta Praga
- Król strzelców Pucharu Europy (1): 1987/88 (4 bramki) – wspólnie z Rui Águasem, Jeanem-Markiem Ferrerim, Gheorghem Hagim, Rabahem Madjerem, Allym McCoistem i Míchelem
- Mistrzostwo Czechosłowacji (5): 1984/85, 1986/87, 1987/88, 1988/89, 1989/90
- Puchar Czechosłowacji (2): 1987/88, 1988/89